# Lepisiota foreli
Lepisiota foreli är en myrart som först beskrevs av Arnold 1920.  Lepisiota foreli ingår i släktet Lepisiota och familjen myror.

## Underarter
Arten delas in i följande underarter:
- L. f. convexa
- L. f. foreli
- L. f. impressa